# 富山の役
富山の役（とやまのえき）は、天正13年（1585年）8月、羽柴秀吉率いる大軍が佐々成政が立て籠もる越中国富山城を包囲し、降伏させた戦い。北国御動座、佐々攻め、越中征伐ともいう。

## 概要
小牧・長久手の戦いに政治的勝利を収め、織田信雄を服従させ徳川家康と和議を結んだ秀吉は、この戦いで敵対した諸将への討伐を開始する。6月、秀吉は弟・秀長を総大将に四国の長宗我部元親を攻め、これを降した（四国攻め）。7月には関白に就任し、未だ反抗を続ける佐々成政を討伐するため、織田信雄を総大将としての越中攻めを決断する。8月4日、織田信雄の隊が京都を出陣し、同6日には加賀国鳥越に布陣していた前田勢が佐々軍との交戦を開始する。同7日、秀吉は自ら軍を率いて京を出陣した。
対する成政は、越中国内三十六の諸城塞から順次兵を引き揚げ、富山城に集中配備し、秀吉の来襲に備えた。8月19日、加賀国津幡から越中に入った秀吉軍は攻撃を開始し、国内の要所を放火して周り、富山城を包囲した。越後の上杉景勝もこれに呼応して兵を出し越中境まで進出した。秀吉自身は越中を見下ろす、加賀と越中の国境である倶利伽羅峠に陣を構築した。
秀吉は成政の同盟者であった飛騨の姉小路頼綱や内ヶ島氏理に対して、同時に追討を行った。越中国の軍から分かれた金森長近率いる本隊と、金森領国の美濃方面から長近養子の金森可重が率いた別働隊の南北二部隊が飛騨に侵入し、短期間のうちに征伐された（飛騨征伐）。成政はこれらに援軍を出すこともできず、さらに孤立した。また、時を同じくして成政のかつての盟友であった徳川家康は成政を攻めようとする秀吉に対する牽制の意図も含めて信濃国の真田昌幸の追討に向かっているが、第一次上田合戦で真田軍に敗退したために富山方面への影響は限定的なものに留まった。
しかし神通川の流れを水濠に引き込み、「浮城」の異名をもつ富山城を正面から攻めるのは難しく、攻め手の損害も大きくなる。このため秀吉は水攻めで攻略するつもりでいたとも伝わる。またこの時期、暴風雨が野営中の秀吉軍を直撃し、被害が出ている。
戦力差に鑑みた成政は、8月26日には織田信雄を仲介に降伏を申し入れ、倶利伽羅峠に陣する秀吉の元を訪れた。成政はこの際、髪を剃り僧衣を身に着け恭順の意を示したとされる。秀吉は成政を助命し、妻子と共に大坂城に移した。成政は越中新川郡を除く全ての所領を没収され、その後暫く御伽衆として秀吉に仕え、のちに肥後国へ転封されることとなった。
成政降伏後、秀吉は閏8月1日に自ら富山城に入り、越後の上杉景勝に対し会談を申し入れるが、景勝が応じなかったため、同5日富山城を破却し、越中を引き上げた。
秀吉は早々に陣を払い、閏8月7日に加賀に入り、同9日に越前、同17日に坂本、同24日に京を通り、閏8月27日に大阪へ帰着した。約50日間に及ぶ遠征であった。
この戦いでは大きな合戦は殆どなかったが、佐々軍が丹羽長重の陣に夜襲をかけたとする記録があり、また前田家臣が戦後に戦死者の供養をしていることなどから、小規模な合戦はあったようである。

## 越中攻めの陣立書
（天正13年）七月十七日付け加藤作内（光泰）宛て秀吉朱印状『陸奥棚倉藩主阿部家文書』
- 一番
  - 前田利家10,000人
- 二番
  - 丹羽長重20,000人
- 三番
  - 木村重茲3,000人
  - 堀尾吉晴1,000人
  - 山内一豊700人
  - 佐藤秀方200人
  - 遠藤胤基200人
  - 遠藤慶隆200人
- 四番
  - 加藤光泰1,000人
  - 池田輝政3,000人
  - 稲葉典通1,500人
  - 森忠政1,500人
- 五番
  - 小島民部少輔[6]2,500人
  - 蒲生氏郷3,000人
- 船手衆
  - 宮部継潤 因幡衆2,000人（木下重堅、磯部康氏、垣屋光成、亀井茲矩、山名豊国・豊政）
  - 細川忠興2,000人
- （番外）
  - 織田信雄5,000人
- 都合57,300人

## 備考
羽柴秀吉は佐々成政の処分は解決したものの、上杉景勝との国境画定（越中国切）については景勝が富山城での会見を拒否したため、最終的な合意は先送りされた。景勝としては富山城に出向いて秀吉に対する一方的な臣従に追い込まれることを警戒したことと、信濃国内の問題（特に小笠原貞慶の帰属及び景勝・貞慶間の国境問題）が解決していなかったことが大きな要因であったとみられる。その後、景勝は天正14年（1586年）6月に上洛をして、秀吉への事実上の臣従を表明することになるが、越中境（宮崎城）方面では、依然として上杉軍の動きがみられた。最終的な国境画定が実施されたのは、同年10月に信濃問題のもう1人と当事者と言える徳川家康が上洛して、信濃問題が解決した後とみられている。